# داريل وليامز (لاعب اتحاد الرغبي)
داريل وليامز (بالإنجليزية: Daryl Williams)‏ هو لاعب اتحاد الرغبي نيوزيلندي، ولد في 30 سبتمبر 1964 في أوكلاند في نيوزيلندا.